# Floria Sigismondi
Floria Sigismondi (* 1965, Pescara) je italsko-kanadská filmová režisérka, scenáristka, režisérka videoklipů, výtvarnice a fotografka.
Nejznámější je díky psaní scénářů a režírování The Runaways, režírování hudebních videí pro umělce jako jsou například Christina Aguilera, Justin Timberlake, Rihanna, Leonard Cohen, Katy Perry a David Bowie, a reklamy pro značky jako jsou například Gucci, MAC, Target nebo Nike. Sigismondi také režírovala televizní pořady včetně dvou epizod The Handmaid's Tale a American Gods.

## Životopis
Sigismondi se narodila v Pescaře v Abruzzu v Itálii. Její rodiče, Lina a Domenico Sigismondiovi, byli operní zpěváci. Její rodina, včetně její sestry Antonely, se přestěhovala do Hamiltonu, v Ontariu v Kanadě když jí byly dva roky. V dětství byla nadšená kresbou a malbou. Od roku 1987 studovala malbu a ilustraci na Ontario College of Art, dnešní Ontario College of Art &amp; Design University (OCADU). Když absolvovala kurz fotografie, ta v ní opět vyvolala nadšení a z fotografie promovala.
Sigismondi zahájila kariéru jako módní fotografka. K režírování videoklipů přešla, když ji oslovila produkční společnost The Revolver Film Co., a režírovala videoklipy pro řadu kanadských kapel. Její velmi inovativní, ale také velmi znepokojující videonahrávky, umístěné ve scenériích, které kdysi popisovala jako „entropické podsvětí obývané mučenými dušemi a všemocnými bytostmi“, přitahovaly řadu velmi významných hudebníků. Dále svá díla popisovala jako „Něco docela texturního a brutálního“ a něco docela krásného a lehkého. Je to jako mísit dva světy.“
Se svými fotografickými a sochařskými instalacemi měla samostatné výstavy v Hamiltonu a Torontu, New Yorku, Brescii, Itálii, Göteborgu, Švédsku a Londýně. Její fotografie byly také zahrnuty do řady skupinových výstav spolu s umělci jako jsou Cindy Sherman, Joel-Peter Witkin nebo Francesco Clemente. Německý vydavatel Die Gestalten Verlag vydal dvě její fotografické monografie Redemption (1999) a Immune (2005). Sigismondi také ráda vytváří své vlastní sety rekvizit pro různé hudební video produkce, jako je například "Die 4 U" Perfume Genius. "Pokud je nevytvářím sama, navrhuji je nebo kreslím, mohu dostat docela tak podrobný detail, pokud jde o to, co vidím." Má afinitu k podivným, ale přesto přitažlivým věcem. Vytvořila například židli z masa, která přitahuje sexuální napětí a touhu diváka.
V říjnu 2004 porodila dceru Tosca Vera Sigismondi-Berlin. Sigismondi sídlí v Torontu, New Yorku a Los Angeles. Její dcera je pojmenována po italské opeře Tosca. Sama Floria byla pojmenována po hlavní postavě.
Sigismondi se objevuje v kanadských dokumentárních filmech Flicker a Cinéma Vérité: Definování okamžiku. V letech 2006 a 2013 se stala dvojnásobnou vítězkou MVPA režiséra roku. Natočila Justin Timberlakeovo video k písni „Mirrors“, která v roce 2013 získala ocenění video roku na MTV Video Music Awards.

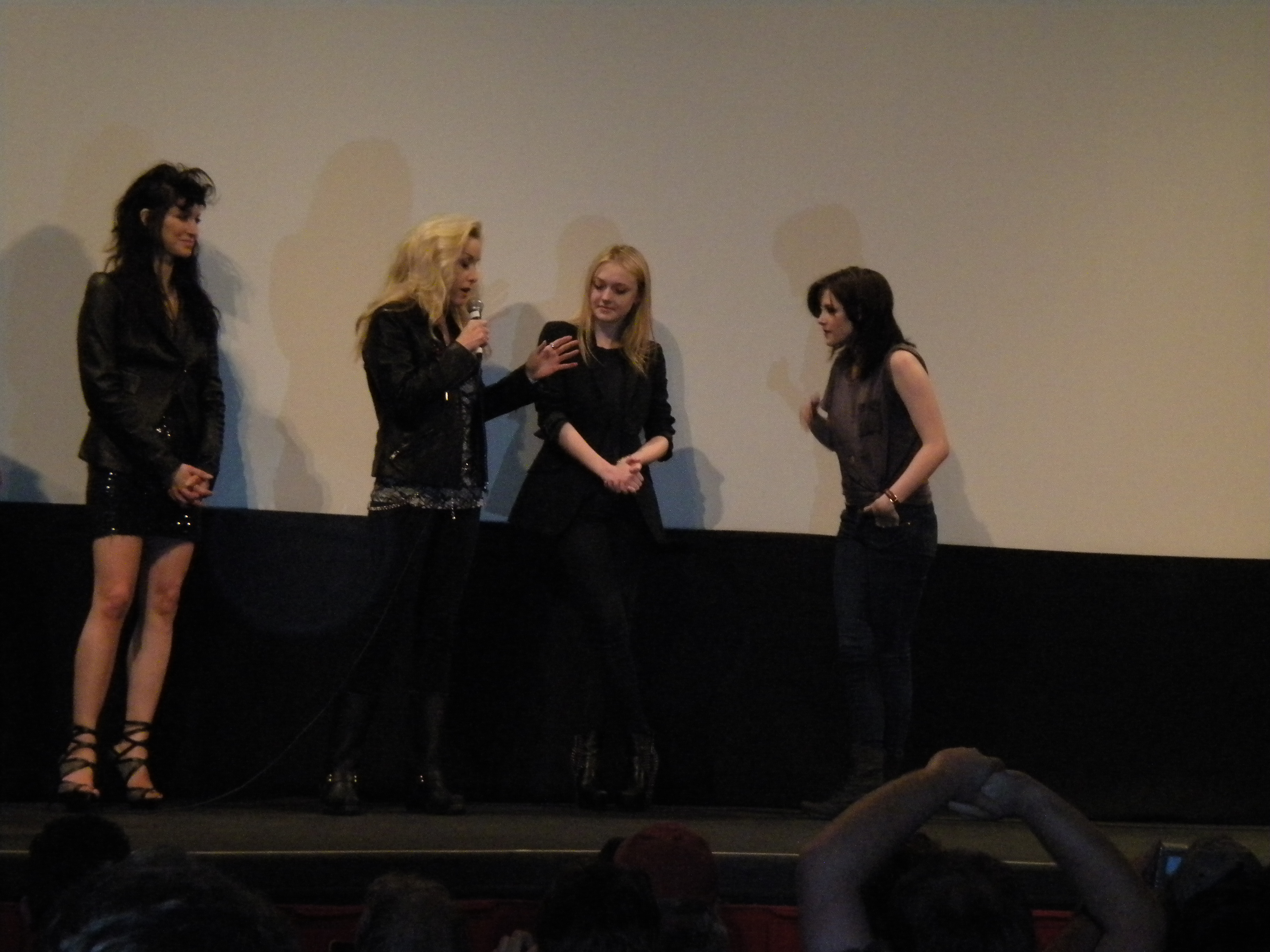
Floria Sigismond, Cherie Currie, Dakota Fanning, Kristen Stewart

## Režisérka filmů
Prvním jejím celovečerním filmem byl The Runaways, dobový snímek o rock-and-rollové skupině The Runaways ze sedmdesátých let. Film je z velké části o vztahu mezi Joan Jett a Cherie Currie. Sigismondi napsala scénář založený na Currieho knize Neon Angel: Memoir of a Runaway. Film měl premiéru v roce 2010 na Sundance Film Festival a byl uveden v Kanadě a Spojených státech v březnu 2010.
V roce 2020, Sigismondi režírovala hororový film Turning, který byl inspirován novelou Henryho Jamese z roku 1898 Turn of the Screw, a hráli v něm hvězdy Mackenzie Davis a Finn Wolfhard.

## Filmografie
- Postmortem Bliss (krátký film, 2006)
- The Runaways (2010)
- Leaning Towards Solace (krátký film, 2012)
- Hemlock Grove (televizní seriál, epizoda „Bodily Fluids“, 2014)
- Daredevil (televizní seriál, epizoda "Kinbaku", 2016)
- Příběh služebnice (televizní seriál, 2017)
- Američtí bohové (televizní seriál, 2017)
- Turning (2020)

## Hudební videa (výběr)
Režisérka
| Titul                                    | Rok  | Umělec                               | Poznámky                                     |
| ---------------------------------------- | ---- | ------------------------------------ | -------------------------------------------- |
| "This is My Life"                        | 1992 | Rita Chiarelli                       | [ 5 ]                                        |
| "A Certain Slant of Light"               | 1993 | The Tea Party                        | [ 6 ]                                        |
| "Save Me"                                | 1993 | The Tea Party                        | [ 7 ]                                        |
| "The River"                              | 1993 | The Tea Party                        | [ 8 ]                                        |
| "The Birdman"                            | 1994 | Our Lady Peace                       | version 1                                    |
| "Blue"                                   | 1995 | Harem Scarem                         | [ 10 ]                                       |
| "Four Leaf Clover"                       | 1996 | Catherine                            | [ 11 ]                                       |
| "The Beautiful People"                   | 1996 | Marilyn Manson                       | [ 12 ] [ 13 ]                                |
| "Anna Is a Speed Freak"                  | 1996 | Pure                                 | [ 14 ]                                       |
| "Tourniquet"                             | 1996 | Marilyn Manson                       | [ 15 ]                                       |
| "Little Wonder"                          | 1996 | David Bowie                          | [ 16 ] [ 17 ]                                |
| "Black Eye"                              | 1997 | Fluffy                               | [ 18 ]                                       |
| "Dead Man Walking"                       | 1997 | David Bowie                          | [ 19 ]                                       |
| "Makes Me Wanna Die"                     | 1997 | Tricky                               | [ 20 ]                                       |
| "(Can't You) Trip Like I Do"             | 1997 | Filter & The Crystal Method          | [ 21 ]                                       |
| "Anything but Down"                      | 1998 | Sheryl Crow                          | [ 12 ]                                       |
| "Sweet Surrender"                        | 1998 | Sarah McLachlan                      | [ 22 ]                                       |
| "Most High"                              | 1998 | Robert Plant & Jimmy Page            | [ 23 ]                                       |
| "Chinese Burn"                           | 1998 | Curve                                | [ 24 ]                                       |
| "Can't Get Loose"                        | 1998 | Barry Adamson                        | [ 25 ]                                       |
| "Get Up"                                 | 1999 | Amel Larrieux                        | [ 26 ]                                       |
| "I've Seen It All"                       | 2000 | Björk                                | interactive "webeo" version                  |
| "4 Ton Mantis"                           | 2000 | Amon Tobin                           | [ 28 ]                                       |
| "In My Secret Life"                      | 2001 | Leonard Cohen                        | [ 29 ] [ 17 ]                                |
| "Black Amour"                            | 2002 | Barry Adamson                        | [ 30 ]                                       |
| "She Said"                               | 2002 | Jon Spencer Blues Explosion          | version 2                                    |
| "John, 2/14"                             | 2002 | Shivaree                             | [ 31 ]                                       |
| "Untitled #1 (Vaka)"                     | 2003 | Sigur Rós                            | MTV Europe Music Award 2003 Best Video       |
| "Obstacle 1"                             | 2003 | Interpol                             | [ 12 ]                                       |
| "Anything"                               | 2003 | Martina Topley-Bird                  | [ 34 ]                                       |
| "Bombs Below"                            | 2003 | Living Things                        | version 1                                    |
| "Fighter"                                | 2003 | Christina Aguilera                   | JUNO Award 2004 Video of the Year            |
| "Megalomaniac"                           | 2004 | Incubus                              | [ 12 ]                                       |
| "The End of The World"                   | 2004 | The Cure                             | [ 37 ] [ 17 ]                                |
| "I Owe..."                               | 2004 | Living Things                        | [ 17 ]                                       |
| "Talk Shows on Mute"                     | 2004 | Incubus                              | [ 38 ]                                       |
| "Bombs Below"                            | 2004 | Living Things                        | version 2                                    |
| "Blue Orchid"                            | 2005 | The White Stripes                    | [ 12 ]                                       |
| "Bom Bom Bom"                            | 2005 | Living Things                        | [ 40 ] [ 17 ]                                |
| "O' Sailor"                              | 2005 | Fiona Apple                          | [ 12 ]                                       |
| "Supermassive Black Hole"                | 2006 | Muse                                 | [ 41 ] [ 12 ]                                |
| "Red Flag"                               | 2006 | Billy Talent                         | [ 42 ]                                       |
| "Hurt"                                   | 2006 | Christina Aguilera                   | [ 32 ] [ 43 ] [ 17 ]                         |
| "Broken Boy Soldier"                     | 2006 | The Raconteurs                       | [ 32 ]                                       |
| "Let It Rain"                            | 2009 | Living Things                        | [ 44 ]                                       |
| "Die by the Drop"                        | 2010 | The Dead Weather                     | [ 45 ]                                       |
| "Cherry Bomb"                            | 2010 | Dakota Fanning & Kristen Stewart     | [ 17 ] [ 12 ]                                |
| "E.T."                                   | 2011 | Katy Perry                           | [ 46 ] [ 17 ]                                |
| "The One That Got Away"                  | 2011 | Katy Perry                           | [ 47 ] [ 17 ]                                |
| "Har Megiddo"                            | 2011 | Living Things                        | [ 48 ]                                       |
| "Fake It Baby, Fake It (La Dame Nature)" | 2012 | Living Things                        | [ 49 ]                                       |
| "Anything Could Happen"                  | 2012 | Ellie Goulding                       | [ 17 ] [ 50 ]                                |
| "Try"                                    | 2012 | P!nk                                 | [ 51 ] [ 52 ] [ 17 ]                         |
| "Leaning Towards Solace"                 | 2012 | Sigur Rós                            | [ 53 ] [ 54 ]                                |
| "The Stars (Are Out Tonight)"            | 2013 | David Bowie                          | [ 55 ] [ 56 ]                                |
| "Mirrors"                                | 2013 | Justin Timberlake                    | MTV Video Music Award 2013 Video of the Year |
| "The Next Day"                           | 2013 | David Bowie                          | [ 59 ] [ 60 ]                                |
| "Montauk Fling"                          | 2013 | Lawrence Rothman                     | [ 61 ]                                       |
| "#1 All Time Low"                        | 2013 | Lawrence Rothman                     | [ 62 ]                                       |
| "Fatal Attraction"                       | 2013 | Lawrence Rothman                     | [ 63 ]                                       |
| "California Paranoia"                    | 2015 | Lawrence Rothman ft. Angel Olsen     | [ 64 ]                                       |
| "Oz vs. Eden"                            | 2015 | Lawrence Rothman                     | [ 65 ]                                       |
| "Users"                                  | 2015 | Lawrence Rothman                     | [ 66 ]                                       |
| "H"                                      | 2016 | Lawrence Rothman                     | [ 67 ]                                       |
| "Sledgehammer"                           | 2016 | Rihanna                              | [ 68 ] [ 69 ]                                |
| "Die 4 You"                              | 2017 | Perfume Genius                       | [ 70 ]                                       |
| "Without Love"                           | 2017 | Alice Glass                          | [ 71 ]                                       |
| "Ain't Afraid Of Dying"                  | 2017 | Lawrence Rothman ft. Marissa Nadler  | [ 72 ]                                       |
| "Designer Babies"                        | 2017 | Lawrence Rothman ft. Kim Gordon      | [ 73 ]                                       |
| "Jordan"                                 | 2017 | Lawrence Rothman ft. Kristin Kontrol | [ 74 ]                                       |
| "Swan Song"                              | 2019 | Dua Lipa                             | From Alita: Battle Angel                     |
| "Lifetime"                               | 2019 | Yves Tumor                           |                                              |

Kameramanka
- 2000 "4 Ton Mantis", Amon Tobin

## Ocenění (výběr)
- 2013 MTV Music Video Award, USA - Winner for Video of The Year, for Mirrors (Justin Timberlake)
- 2004 Juno Awards, Canada - Best Music Video, for "Fighter" (Christina Aguilera)
- 2003 MTV European Awards - Best International Video Award, for Untitled (Sigur Rós)
- 2003 New York Underground Film Festival - Audio/Visual Award, for Untitled (Sigur Rós)
- 2003 Advertising and Design Awards, Toronto, Ontario, Canada - Special Merit Award for Music Video, for "Fighter" (Christina Aguilera)
- 1999 German Kodak Photobook Award, for her book Redemption
- 1998 British Music Video Awards, UK - Nomination for Best Video: "Little Wonder" (David Bowie)
- 1997 MTV Music Video Awards, USA - Nomination for Best Rock Video: "Beautiful People" (Marilyn Manson)